# Gateside (Fife)
Gateside ist eine Siedlung im Westen der schottischen Council Area Fife nahe der Grenze zu Perth and Kinross. Sie ist etwa 20 km nordnordöstlich von Dunfermline und 13 km südöstlich von Perth gelegen. Zu Gateside gehören die Weiler Edenhead und Edentown. Gateside verzeichnete im Jahre 2001 insgesamt 196 Einwohner.
Wenige Kilometer westlich von Gateside entsteht der Fluss Eden durch den Zusammenfluss zweier Bäche und tangiert Gateside im Süden. In Gateside befand sich einst die zum Kloster Balmerino gehörende Kapelle St Mary of Dungaitside. Durch die A91 ist Gateside an das Straßennetz angeschlossen.